# Das Haupt der Welt
Das Haupt der Welt ist ein historischer Roman von Rebecca Gablé, erschienen im Jahr 2013. Er gewann 2013 den LovelyBooks Leserpreis in der Kategorie Historischer Roman.

## Inhalt
Erster Teil 929
Die Handlung des Romans beginnt im Januar 929 mit der Belagerung der Brandenburg, Stammsitz der Hevellerfürsten an der Havel, durch König Heinrich I. Dessen Söhne Otto und Thankmar sind ebenfalls zugegen. Als die Brandenburg fällt, werden die letzten verbliebenen Kinder des Fürsten Vaclavic, Tugomir, zwei Jahre älter als Heinrichs Sohn Otto, und die 14-jährige Dragomira als Geiseln genommen, als Pfand dafür, dass ihr Vater Frieden hält. Auf dem Weg nach Magdeburg wird Tugomir gezwungen zuzuschauen, wie die Soldaten seines späteren Todfeindes Gero das Slawenvolk der Daleminzer auslöschen. Nur die Kinder werden am Leben gelassen, um sie später als Sklaven arbeiten zu lassen.
Auf der Brandenburg baut sich Tugomir, früher ein Priester im Tempel des slawischen Kriegsgottes Jarovit, eine Existenz als Heiler auf, während ihm eines der Daleminzerkinder, ein Junge namens Semela, nicht mehr von der Seite weicht.
Prinz Otto, der den Sieg auf der Brandenburg errungen hat, sichert sich seine Kriegsbeute, indem er sich von Dragomira die langen Winternächte versüßen lässt, was seine Mutter, Königin Mathildis, die Dragomira verabscheut, zutiefst missbilligt. Kurz nachdem Otto von Dragomiras Schwangerschaft erfahren hat, schickt sie sie in das Kanonissenstift Möllenbeck. Otto, zunächst betrübt, vergisst Dragomira allerdings zusehends, als die Prinzessinnen Editha und Egvina von Wessex, von denen eine seine Verlobte werden soll, in Magdeburg eintreffen. Der junge Prinz verliebt sich augenblicklich in die ältere Editha (ihre Verlobung gibt König Heinrich beim Hoftag in Quedlinburg ebenso bekannt wie Ottos Nachfolge als König des Ostfrankenreiches), während die erst fünfzehnjährige Egvina sich Ottos älterem Halbbruder Thankmar zuwendet. Zeitgleich wird Tugomir fast von Gero getötet, weil Fürst Vaclavic sich offen gegen König Heinrich gestellt hat. Thankmar kann das gerade noch rechtzeitig verhindern. Als wenig später der Aufstand der Slawen scheitert, Tugomirs Vater sich das Leben nimmt und damit seinem achtjährigen Enkel den Thron des Hevellerfürsten hinterlässt, will Tugomir zunächst zurück zur Brandenburg, um seinen Neffen davor zu bewahren, dem Ehrgeiz seiner Berater zum Opfer zu fallen. Doch dann erfährt er von der Geburt seines zweiten Neffen Wilhelm, der, halb slawischer, halb sächsischer Prinz, in Tugomirs Obhut am Hof von Wilhelms Großvater Heinrich I. aufwachsen soll, da Otto, dem Tugomir kurz zuvor mit seinen Heilkünsten das Leben gerettet hat, diesem inzwischen vertraut.
Zweiter Teil 935–938
Im Kanonissenstift Möllenbeck trifft ein junger Priester namens Widukind, ein Neffe der Königin Mathildis, als geistlicher Beistand für die Kanonissen ein. Die erste, der er begegnet, ist Dragomira, die sich inzwischen dem christlichen Glauben zugewandt hat und Bücher illustriert. Die beiden verlieben sich ineinander und arrangieren heimliche Treffen, bei denen es nie weiter als bis zu Küssen kommt, doch ihre kleine Affäre ist dennoch äußerst gefährlich für sie beide. Aber nicht nur Dragomira, sondern auch Tugomir ist es nicht vergönnt, ihren Herzen offen folgen zu dürfen. Inzwischen zum Leibarzt des Königs aufgestiegen, sind seine Dienste als Heiler gefragt, und so wird er ans Krankenbett der blutjungen Alveradis, Geros Tochter, geholt. Tugomir verliebt sich, bleibt aber auf Distanz, um weder sich noch Alveradis Geros Zorn auszusetzen. Als König Heinrich schließlich 936 stirbt, wird Otto, inzwischen Vater von drei Kindern, in Aachen zum König gekrönt.
Aber als er die Rechte seiner Grafen beschneidet, kommt es zur Revolte, der sich auch sein eigener Bruder Henning und seine Mutter, die viel lieber den jüngeren Sohn als König sähe, anschließen. Der Aufstand kann niedergeschlagen werden, und Henning wird rehabilitiert.
Sechs Jahre später ist Tugomir Prinz Ottos Leibarzt und Lehrer seiner Söhne. Dem Anschein nach genießt er hohes Ansehen, ist aber immer noch ein Gefangener – auch ein Gefangener zwischen den zwei so unterschiedlichen Kulturen. Da er sich in Alveradis, die Tochter seines Erzfeindes Gero, verliebt hat, wird alles noch komplizierter.
Im Juli 936 stirbt König Heinrich. Otto wird 24-jährig in Aachen zum König gesalbt, aber kaum ist das Krönungsbankett vorüber, setzten sich Kräfte in Bewegung, die ihn stürzen wollen. Die Herzöge wollen die Jugend und vermeintliche Schwäche des Königs nutzen, um ihre eigene Macht auszubauen, und auch die Slawen jenseits der Elbe erheben sich wieder. Otto beweist Führungsstärke, aber er macht auch Fehler: Ausgerechnet Tugomirs Todfeind Gero, der alle Slawen verabscheut, wird zum Markgrafen östlich der Elbe ernannt und soll die slawischen Gebiete erobern und befrieden. Und der König treibt seinen älteren Bruder Thankmar in die Arme der aufständischen Herzöge. Thankmar fällt auf der Eresburg.
Kaum ist die Revolte des einen Bruders beendet, intrigiert seine eigene Mutter Mathilde gegen König Otto, um ihren jüngeren Sohn Heinrich auf den Thron zu bringen. Heinrich verbündet sich nicht nur mit den aufständischen Herzögen, sondern ebenso mit dem König des Westfrankenreichs. Zur gleichen Zeit ermordet Graf Gero dreißig slawische Fürsten, die er in heimtückischer Absicht zu einem Gastmahl geladen hat, und die slawischen Stämme erheben sich. Otto sieht sich im Westen wie im Osten bedroht und bittet Tugomir, nach Hause zurückzukehren und die Slawen zu befrieden. Tugomir verspürt wenig Neigung, Ottos Politik bei seinen Landsleuten zu vertreten, und willigt nur unter der Bedingung ein, dass Alveradis seine Frau wird.
So kehrt Tugomir zehn Jahre nach seiner Gefangennahme ins Havelland zurück und wird von den Hevellern als Fürst anerkannt. Doch viele beargwöhnen ihn, weil er sich dem christlichen Glauben zugewandt und eine Deutsche geheiratet hat. Unterdessen spitzt sich auch Ottos Lage weiter zu. Immer mehr Adlige und auch Bischöfe fallen von ihm ab. Seine Situation scheint aussichtslos, bis 939 zwei der abtrünnigen Herzöge bei der Schlacht bei Andernach das Leben verlieren. Dieses „Gottesurteil“ bringt Otto die dringend benötigte Unterstützung zurück. Durch geschickte Heiratspolitik entspannt er die Lage im Westen seines Reiches. In den besetzten slawischen Gebieten im Osten schränkt er Geros Machtbefugnisse ein, indem er ein Bistum in Brandenburg gründet und Tugomir den Bischof auswählen lässt. Als Geros Schreckensherrschaft endet, kann auch der Osten befriedet werden.
Ottos Königsmacht scheint jetzt unantastbar, aber sein jüngerer Bruder Heinrich hat die Hoffnung auf die Krone immer noch nicht begraben. Ostern 941 soll Otto beim Hoffest in Quedlinburg ermordet werden. Tugomir kann den Anschlag im letzten Moment vereiteln, und aus dem bislang von Argwohn und Missverständnissen geprägten Vernunftbündnis zwischen König und Fürst wird eine Freundschaft auf Augenhöhe.

## Personen
Slawen
- Tugomir*, Prinz der Heveller
- Bolilut, Tugomirs älterer Bruder
- Dragomira*, Tugomirs jüngere Schwester
- Wilhelm*, Dragomiras und Prinz Ottos Sohn, Erzbischof von Mainz
- Vaclavic*, Tugomirs Vater, Fürst der Heveller
- Dragomir*, Sohn Boliluts, Tugomirs Neffe
- Semela, ein daleminzischer Sklavenjunge
- Mirnia, Dragomiras daleminzische Sklavin
- Wenzel*, Tugomirs Cousin, Fürst von Böhmen und Märtyrer
- Boleslaw*, Wenzels Bruder, ebenfalls Fürst von Böhmen und absolut kein Märtyrer
- Tuglo, Hohepriester des Triglav
- Slawomir, Tugomirs Onkel und Priester des Jarovit
- Godemir, Hohepriester des Jarovit
- Falibor, ein alter Haudegen
- Ratibor, Fürst der Obodriten
- Draschko, Priester des Radegost

Deutsche
- Heinrich I.*, König des deutschen, damals noch „ostfränkisch“ genannten Reiches und Herzog von Sachsen
- Mathildis*, König Heinrichs Ehefrau, Königin
- Thankmar*, König Heinrichs ältester Sohn aus erster Ehe
- Otto I.*, König Heinrichs Lieblingssohn und Nachfolger
- Heinrich*, genannt Henning, Ottos Bruder, Königin Mathildis’ Lieblingssohn
- Brun*, der jüngste Bruder, Kanzler und Erzbischof von Köln
- Gerberga*, die ältere Prinzessin, Herzogin von Lothringen, später Königin des Westfränkischen Reiches
- Hadwig*, die jüngere Prinzessin, Herzogin von Franzien
- Editha* von Wessex, Ottos Frau
- Liudolf*, Ottos und Edithas Sohn
- Liudgard*, Ottos und Edithas Tochter
- Judith* von Bayern, Prinz Hennings Frau
- Egvina* von Wessex, Edithas Schwester
- Thietmar*, Markgraf, König Heinrichs Freund und Ratgeber
- Siegfried*, Thietmars älterer Sohn
- Gero*, Thietmars jüngerer Sohn, Bezwinger der Slawen, Graf der Ostmark
- Alveradis*, Geros Tochter
- Asik, Siegfrieds und Geros Cousin
- Udo, ein treuer Soldat
- Hermann Billung*, Graf der Billunger Mark
- Wichmann*, Herrmann Billungs Bruder
- Eberhard*, Herzog von Franken
- Arnulf*, Herzog von Bayern
- Hermann*, Herzog von Schwaben
- Giselbert*, Herzog von Lothringen
- Friedrich*, Erzbischof von Mainz
- Widukind von Herford, Königin Mathildis' Neffe, Bischof von Brandenburg
- Bruder Waldered, ein aufgeschlossener Mönch
- Hardwin, Sohn des Grafen im Liesgau, Kommandant der königlichen Panzerreiter
- Graf Manfried von Minden, ein Haudegen
- Konrad von Minden, Graf Manfrieds Sohn
- Poppo*, König Heinrichs sowie König Ottos Kanzler
- Hadald*, König Ottos Kämmerer
- Hildger, Sohn des Grafen Odefried im Nethegau, Prinz Hennings treuer Gefolgsmann,
- Wiprecht, Graf im Balsamgau, Prinz Hennings treuer Gefolgsmann,
- Volkmar, Sohn des Grafen Friedrich im Harzgau, Prinz Hennings treuer Gefolgsmann

## Hintergrund
Nach sieben historischen Romanen und einem Sachbuch über das englische Mittelalter wendet Rebecca Gablé sich mit Das Haupt der Welt erstmals der deutschen Geschichte zu. Da deren Beginn häufig an Otto dem Großen festgemacht wird, hat die Autorin ihn und seine Biografie zum Gegenstand gewählt, weil sie bei ihrem neuen Themenfeld deutsche Geschichte mit dem Anfang beginnen wollte. Anders als bei ihren früheren Werken entschied sie sich dieses Mal gegen eine fiktive Hauptfigur, denn auch Tugomir, den Fürsten der Heveller, hat es tatsächlich gegeben, auch wenn nur wenige Details seiner Biografie in den Quellen belegt sind.
Anmerkungen zu Personen und Inhalt
Im Gegensatz zu Rebecca Gablés übrigen historischen Romanen spielt hier eine historische Person die Hauptrolle. Im Nachwort von Das Haupt der Welt schreibt sie, Tugomir habe sich hervorragend für die Rolle geeignet, „weil er als Außenseiter in die deutsche (oder ostfränkische [...]) Welt kam, und es ist immer gut aus einer Außenseiterperspektive zu erzählen, um historische Lebenswelten zu beschreiben“. Tatsächlich ist dieser Roman eher geschichtslastig, und die Fiktion hilft da aus, wo die Historie nicht mehr weiter kommt, was für Rebecca Gablé, die ja durch die Waringham und die Helmsby bekannt wurde, ungewöhnlich ist. Auch die Trennung der Personen in „Slawen“ und „Deutsche“ ist auffällig, spiegelt aber den Charakter der Handlungen wider, da sich dieser Roman hauptsächlich um den Kontrast dieser beiden Völker dreht.

## Rezensionen
- „Mit diesem Roman lässt sich Weihnachten sehr, sehr gut überwintern“, meint Detlef Knut bei The Huffington Post.[3]
- „Man taucht immer wieder tief ein in die Welten, die sie erschaffen hat, und kriegt ganz nebenbei noch eine ordentliche Dosis historischer Bildung mit“, meint Christiane Irrgang bei NDR Kultur.[4]

## Ausgaben
- Das Haupt der Welt, gebundene Ausgabe, Bastei Lübbe Verlag, Köln 2013, ISBN 978-3431038835
- Das Haupt der Welt, Audiobook CD (gekürzt), gelesen von Detlef Bierstedt, Lübbe Audio, Köln 2013, ISBN 978-3785748558
- Das Haupt der Welt, Audiobook Download (ungekürzt), gelesen von Detlef Bierstedt, Lübbe Audio, Köln 2013
- Das Haupt der Welt, E-Book, Bastei Entertainment, Köln 2013
- Das Haupt der Welt, Taschenbuch, Bastei Lübbe Verlag, Köln 2015, ISBN 978-3404172009